# V Encuentro Mundial de las Familias
El V Encuentro Mundial de las Familias se celebró en la ciudad española de Valencia el 8 y 9 de julio de 2006. El Encuentro Mundial de las Familias es un evento organizado por la Iglesia católica que se celebra cada tres años con carácter internacional.
El encuentro fue presidido por el papa Benedicto XVI, en el que fue su primer encuentro de este tipo y su primera visita a España desde que accedió al pontificado en 2005. Valencia había sido designada como sede del encuentro por el anterior pontífice, Juan Pablo II, a petición del rey Juan Carlos I y de los obispos españoles. Los actos principales se celebraron en la Ciudad de las Artes y las Ciencias de Valencia, situada en el antiguo cauce del río Turia. Benedicto XVI aprovechó la visita para reunirse con el presidente del gobierno español, José Luis Rodríguez Zapatero. Durante los actos del día 9 se anunció la ciudad que albergaría el siguiente encuentro, Ciudad de México, en 2009.

## Marco temporal
El encuentro se enmarcó en un contexto de tensión entre la Conferencia Episcopal Española y el gobierno del Partido Socialista Obrero Español, concretamente en la oposición de los obispos al matrimonio entre personas del mismo sexo, aprobado en julio de 2005, y la Ley Orgánica de Educación, aprobada en febrero de 2006.
Poco antes del evento, el 3 de julio, descarrilaron dos vagones del Metro de Valencia en las proximidades de la estación de Jesús, causando la muerte a 43 personas. El papa hizo allí su primera parada y rezó durante cinco minutos por las víctimas.

## Desarrollo

### 8 de julio
La mañana del 8 de julio, el papa Benedicto XVI salió del Aeropuerto de Roma-Fiumicino en dirección a Valencia. Nada más llegar a tierras españolas, tuvo lugar la ceremonia de bienvenida. Posteriormente, visitó la catedral y la Basílica de la Virgen de los Desamparados de Valencia, y recitó el Angelus Domini en la Plaza de la Virgen, de la cual, tras la oración, se trasladó a pie hacia el Palacio Arzobispal.
Por la tarde, el papa hizo una visita de cortesía a los reyes de España en el Palacio de la Generalidad Valenciana y después se reunió con el presidente del Gobierno en el Palacio Arzobispal. Más tarde, tuvo lugar el encuentro festivo y testimonial para la conclusión del V Encuentro Mundial de las Familias en la Ciudad de las Artes y las Ciencias de Valencia.

### 9 de julio
Por la mañana, temprano, el papa se despidió del Palacio Arzobispal y más tarde visitó la Ciudad de las Artes y las Ciencias para celebrar la misa. Después recitó el Angelus Domini. Después de la misa, tuvo lugar la ceremonia de despedida y la salida hacia Roma.

## Oposición
Varias asociaciones sociales, vecinales y cristianas formaron el colectivo Jo no t'espere («Yo no te espero», en valenciano) contrario a la visita del papa, al considerarla motivada por asuntos ideológicos y una excesiva influencia de la Iglesia católica en los asuntos del Estado. Este colectivo convocó manifestaciones antes y durante el encuentro en favor de las políticas del Gobierno frente a las posturas defendidas por la Iglesia, y en contra de los gastos originados por el evento.

## Consecuencias
La financiación del evento fue motivo de controversia durante el mismo y en los años posteriores. La Generalidad Valenciana admitió inicialmente haber aportado 10 000 € para crear junto al Arzobispado de Valencia y la Diputación de Valencia la Fundación V Encuentro Mundial de las Familias (FVEMF), encargada de la gestión del evento, y 9969,6 € adicionales a la agencia de viajes Cavaltour, perteneciente a Bancaja. Cálculos posteriores elevaron el coste a un mínimo de 20,3 millones de euros.
En 2013, Bankia, resultado de la fusión de Bancaja y otras entidades bancarias, presentó una demanda civil contra la FVEMF por impagos a la agencia de viajes Cavaltour. En marzo de 2014, el Consejo de la Generalidad Valenciana acordó extinguir y disolver la fundación, así como pagar las deudas a los proveedores.
Los contratos de la FVEMF fueron investigados en el marco del caso Gürtel por supuesta adjudicación ilegal por parte de Radiotelevisión Valenciana del contrato de suministro de pantallas, sonido y megafonía a una empresa ligada a la trama de Francisco Correa, con un sobrecoste de 3,2 millones de euros. En 2020, la Audiencia Nacional consideró probada la adjudicación ilegal y condenó a un total de 80 años de prisión a 15 de los 19 acusados.